# 프로그램 최적화
프로그램 최적화(영어: program optimization) 또는 소프트웨어 최적화(영어: software optimization)는 컴퓨터 과학에서 시스템을 수정하여 어떠한 면의 작업을 더 효과적이고 자원을 덜 사용하도록 만드는 작업을 말한다. 이를테면, 컴퓨터 프로그램을 더 빠르게 실행하거나 기억 장치나 자원을 덜 차지하게 하거나, 전력을 덜 쓰게 함으로써 최적화할 수 있다. 이러한 시스템은 인터넷과 같은 완전한 네트워크나 컴퓨터의 연결을 통해 하나의 컴퓨터 프로그램으로 실행될 수 있다.

## 기본
계산 작업은 여러 방식에 따라 효율성이 달라진다. 이를테면, 1에서 N까지의 모든 정수를 합하는 다음의 C 코드를 보라.
```
 
int
 
i
,
 
sum
 
=
 
0
;

 
for
 
(
i
 
=
 
1
;
 
i
 
<=
 
N
;
 
i
++
)

   
sum
 
+=
 
i
;

 
printf
 
(
"합: %d
\n
"
,
 
sum
);

```

아래의 코드는 수학 공식을 사용하여 다시 구성한 것이다: (산술 오버플로우가 없다는 가정 아래)
```
 
int
 
sum
 
=
 
(
N
 
*
 
(
N
+
1
))
 
/
 
2
;

 
printf
 
(
"합: %d
\n
"
,
 
sum
);

```

그러므로, 자동으로 완료되는 최적화는 비록 둘 다 기능이 똑같이 수행되지만 계산하기에 더 효과적인 방식을 채택하는 것이다. 그러나 성능 상의 중대한 개선은 실제 문제만 해결하고 부가되는 기능을 제거함으로써 이룩할 수 있다.
최적화는 언제나 명백하거나 직관적인 과정인 것은 아니다. 위의 예시에서 '최적화된' 버전은 원래의 소프트웨어보다 실제로 더 느리게 동작할 수도 있다. 이를테면 N이 작고 컴퓨터가 나누기, 곱셈보다 더하기, 루프 함수를 수행하는 쪽이 더 빠르다면 말이다.

## 같이 보기
- 캐시
- 쿼리 이론
- 추상 해석
- 시뮬레이션
- 느긋한 계산법
- LLVM
- 성능 분석
- 메모이제이션
- 최악 실행 시간